# Winthorpe, Lincolnshire
Winthorpe är en ort i civil parish Skegness, i distriktet East Lindsey, i grevskapet Lincolnshire, i England. Ward hade 5 899 invånare år 2021. Winthorpe var en civil parish fram till 1926 när blev den en del av Skegness och Addlethorpe. Civil parish hade 698 invånare år 1921.